# Marble Halls
Marble Halls è un singolo della cantante e musicista irlandese Enya, pubblicato come quarto estratto dall'album Shepherd Moons nel 1994, perciò a ben 3 anni dalla sua pubblicazione, in quanto il brano è stato utilizzato nella colonna sonora del film L'età dell'innocenza.

## La canzone
Si tratta dell'interpretazione di Enya dell'aria I Dreamt I Dwelt in Marble Halls composta da Michael William Balfe (musica) e Alfred Bunn (testo) per l'opera del 1843 intitolata The Bohemian girl. Questa versione del pezzo è stata inserita nella colonna sonora del film di Martin Scorsese uscito nel 1993 dal titolo L'età dell'innocenza. È presente inoltre in un vecchio episodio di Stanlio e Ollio, la ragazza di Boemia.
Una versione strumentale è presente in un vecchio film: "L'altalena di velluto rosso", interpretato da una giovanissima Joan Collins.

## Tracce
1. Marble Halls – 3:53 (testo: Alfred Bunn – musica: Michael William Balfe con arrangiamento di Enya)
2. 'S Fagaim mo Bhaile (And I leave my home) – 3:57 (testo: Roma Ryan – musica: Enya)
3. Book of Days (inglese) – 2:56 (testo: Roma Ryan – musica: Enya)
4. As Baile (Away from home) – 4:03 (Enya)